# Савинка (Алтайский край)
Савинка — село в Алейском районе Алтайского края России. Образует Савинский сельсовет.

## География
Село находится в центральной части Алтайского края, на левом берегу реки Чистюнька (Карымка) , на расстоянии примерно 17 километров (по прямой) к северо-западу от города Алейск, административного центра района. Абсолютная высота — 208 метров над уровнем моря.
Климат резко континентальный. Средняя температура января −17,6ºС, июля — + 20ºС. Годовое количество осадков — 440 мм..

## История
Заводская деревня Савинский стан (Карымы, Савина) была основана в 1862 году  по правую сторону почтового тракта из Барнаула в Змеиногорск , при верховье речки Чистюньки. Административно относилась к 3-му Чарышскому участку Бийского округа Томской губернии. На 1868 год насчитывалось 35 дворов (мужчин - 101, женщин - 107). В 1897 году в селе была построена церковь Рождества Христова; разрушена в 1938 году (на 1914 год священник - Федор Мухин).  
В 1928 году в Савинском имелось 278 хозяйств, функционировали школа и изба-читальня, проживало 1534 человека. В административном отношении село являлось центром Савинского сельсовета Парфеновского района Барнаульского округа Сибирского края. Сейчас село входит в Алейский район Алтайского края. 

## Население
| 1926 | 1997 | 1998 | 1999 | 2000 | 2001 | 2002 | 2003 | 2004 |
| ---- | ---- | ---- | ---- | ---- | ---- | ---- | ---- | ---- |
| 1534 | ↘668 | ↘658 | ↗661 | ↗668 | ↘633 | ↘623 | ↘572 | ↘547 |
| 2005 | 2006 | 2007 | 2008 | 2009 | 2010 | 2011 | 2012 | 2013 |
| ↘546 | ↗570 | ↗572 | ↘560 | ↘553 | ↘478 | ↘477 | ↘436 | ↘433 |
| 2014 | 2015 | 2016 | 2017 | 2018 | 2019 | 2020 | 2021 |      |
| ↗439 | ↗443 | ↘418 | ↘403 | ↘390 | ↘356 | ↘339 | ↘323 |      |

Согласно результатам переписи 2002 года, в национальной структуре населения русские составляли 83 %.

## Инфраструктура
В селе функционируют средняя общеобразовательная школа, детский сад, сельский клуб, библиотека, отделение Почты России, фельдшерско-акушерский пункт и 2 магазина.

## Улицы
Уличная сеть села состоит из 8 улиц и 2 переулков.